# ヨウ素酸バリウム
ヨウ素酸バリウム(Barium iodate)は化学式Ba(IO3)2の無機化合物である。白色の粒状物質である。

## 合成
ヨウ素と水酸化バリウムの反応、または塩素酸バリウムとヨウ素酸カリウムの反応で得られる。

## 化学的性質
580℃までの高温でも安定である。さらに温度が高くなると、ランメルスバーグ反応として知られる以下の反応が起きる。
5 Ba(IO
3)
2  →  Ba
5(IO
6)
2 + 9 O
2 + 4 I
2